# Cornelis Simon Meijer
Cornelis Simon Meijer (* 17. August 1904 in Pieterburen; † 12. April 1974) war ein niederländischer Mathematiker, der sich mit Analysis befasste.
Meijer studierte ab 1924 Mathematik an der Reichsuniversität Groningen bei Bartel Leendert van der Waerden und Johannes van der Corput mit dem Abschluss 1929. Er wurde 1933 in Groningen bei van der Corput promoviert (Asymptotische Entwicklungen Besselscher, Hankelscher und verwandter Funktionen, Bestimmung von numerischen oberen Schranken des Restgliedes mittels der Methode der Sattelpunkte). Ab 1946 war er Professor für Mathematik in Groningen, an der er 1972 emeritierte.
Er ist vor allem für die Meijersche G-Funktion bekannt, die er 1936 einführte und die sehr viele spezielle Funktionen als Spezialfälle enthält. Er führte auch 1940/41 eine Verallgemeinerung der Laplace-Transformation ein, die nach ihm benannt ist (Meijer-Transformation, eine auf der G-Funktion basierende Integraltransformation) und befasste sich mit Integraldarstellungen, asymptotischen Entwicklungen und dazugehörigen Fehlerabschätzungen für spezielle Funktionen wie die Bessel- und Whittaker-Funktionen.